# Rhytiphora neglectoides
Rhytiphora neglectoides är en skalbaggsart som beskrevs av Stefan von Breuning 1966. Rhytiphora neglectoides ingår i släktet Rhytiphora och familjen långhorningar. Inga underarter finns listade i Catalogue of Life.